# Erythrolamprus ornatus
Erythrolamprus ornatus — вид змій родини полозових (Colubridae). Ендемік Сент-Люсії.

## Поширення і екологія
Erythrolamprus ornatus раніше мешкали на острові Сент-Люсія в архіпелазі Малих Антильських островів, однак наразі вони на ньому вимерли і збереглися лише на сусідньому острівці Марія-Майор площею 0,09 км², розташованому поблизу Вьйо-Фора. На Сент-Люсії вони жили у сухих і вічнозелених тропічних лісах по всьому острову, часто зустрічалися поблизу водойм. На Марії-Майор поширений сухий тропічний ліс і чагарники, водойми тут відсутні. Erythrolamprus ornatus ведуть наземний спосіб життя, живляться ящірками, історично також гризунами і земноводними. Відкладають яйця.

## Збереження
МСОП класифікує цей вид як такий, що перебуває на межі зникнення. За оцінками дослідників, популяція Erythrolamprus ornatus нараховує від 20 до 50 особин. Раніше цей вид був другим з п'яти видів змій на Сент-Люсії за поширенням, однак поява на острові мангустів вид майже простістю вимер. Він вважався вимерлим, поки у 1973 році не була відкрита популяція на Марії-Майор. Цій популяції загрожують пожежі, тропічні шторми та поява на острові інвазивних тварин.